# Zwedera van Rechteren
Zwedera van Rechteren auch bekannt als Swedertje van Heeckeren, genannt van Rechteren und Zwedera van Ruinen (geboren um 1346 in Goor; gestorben 21. Februar 1407 in Diepenveen) war eine niederländische Ordensfrau und Mitgründerin des Klosters Diepenveen.

## Leben
Zwedera van Rechteren wurde um 1346 in Goor geboren. Sie war das älteste Kind von Frederik van Heeckeren van der Eze, genannt van Rechteren (gestorben 1386) und Lutgard van Voorst, Erbin van Rechteren (gestorben zwischen 1380 und 1386) und hatte vier weitere Schwestern und vier Brüder. Zwedera van Rechteren heiratete vor 1360 Jan III., Herr van Ruinen (ca. 1315–1378). Aus dieser Ehe ging mindestens eine Tochter und möglicherweise ein Sohn hervor, die beide jung starben. Ihre Biografie ist im Schwesternbuch des Klosters Diepenveen aufgezeichnet und dort wird der Sohn erwähnt, jedoch finden sich keine weiteren Erwähnungen. Gesichert war die Tochter Bertrade. Nach dem Tod von Bertrade spendeten Zwedera und Jan van Ruinen Geld für den Altar von Catharina in der Mariakerk in Ruinen. Im Jahr 1375 verfasste Jan van Ruinen sein Testament, in dem er seiner Frau seinen gesamten Besitz vermachte.
Zwedera van Ruinen zog nach seinem Tod in ein Haus in der Nähe des Schwesternhauses der Devotio moderna in Deventer. Später kamen Jutta von Ahaus und Elsebe van Delden hinzu. Um 1400 verkündete Johannes Brinckerinck, er wolle ein Kloster gründen, in dem im Gegensatz zum Konvent auch fromme reiche Frauen und Witwen willkommen seien. Sie übertrug Brinckerinck im Jahr 1402 ihre jährliche Zuwendung von dreihundert Gulden für den Bau eines Klosters in Diepenveen. Der Bischof von Utrecht erteilte ihr und einigen anderen Schwestern in dem Jahr die Erlaubnis, das Kloster Diepenveen als Regularisiererkloster nach der Regel des Augustinus zu gründen. Im Jahr 1412 wurde es ein eigenständiges Kloster, das dem Kapitel Windesheim angegliedert war.
Über Zwedera van Ruinen ist in ihrer Vita im Schwesternbuch verzeichnet worden, dass sie einen Verweis erhielt, weil sie beim Lesen aus der Heiligen Schrift, aus Respekt weiße Handschuhe trug. In ihrem Streben nach Demut wurde sie durch den Respekt behindert, den die anderen Schwestern ihr entgegenbrachten. Auf ihrem Sterbebett nannte Zwedera van Ruinen als geistiges Testament die wichtigsten Tugenden: Demut, Gehorsam, Geduld, Reinheit, Armut und Nächstenliebe. Sie starb am 21. Februar 1407.